# Роман о Жане Парижанине
«Роман о Жане Парижанине» (фр. Le roman de Jehan de Paris) — анонимный прозаический рыцарский роман, созданный во Франции в самом конце XV века. 

## История создания и публикации
Роман был написан между ноябрем 1494 и декабрем 1495. Первая публикация относится к периоду между 1530 и 1540 годами (Лион). Однако популярность «Жан Парижанин» снискал ещё до опубликования печатной версии, о чём свидетельствует упоминание главного героя во второй книге романа Рабле «Гаргантюа и Пантагрюэль», выпущенной в 1532 году.

## Жанр
А.Брюэль именует книгу «последним оригинальным средневековым романом», построенным на крепком фундаменте жанровой традиции.  Но романное начало оказывается подчинено иным жанровым структурам. Фактически это городская повесть, то ли лишенное комизма фаблио, то ли развернутая в роман новелла. В книге очень заметна характерная для позднего Средневековья сублимация внешней, декоративной стороны рыцарства. Полное название книги чрезвычайно пространно: Роман о Жане Парижанине, Короле Франции, который после того, как отец его пришёл на помощь королю Испании в его же королевстве, благодаря оборотистости своей, роскоши и всяческим уловкам женился на дочери упомянутого испанского короля, привёз её во Францию, после чего они жили долго, на широкую ногу и окружённые почестями.
В «Жане Парижанине» очень выражен политический аспект (прославление французских монархов в ущерб британским).

## Сюжет
В первой части романа главные герои еще не вышли из младенчества (французскому принцу три года, испанской принцессе шесть месяцев), и действуют их родители. Король Испании, против которого взбунтовались бароны, просит помощи французского короля. Французское войско восстанавливает изгнанника на троне, и короли договариваются поженить своих детей.
Проходит пятнадцать лет, испанский король, забыв об уговоре, просватывает дочь английскому королю, старому вдовцу. Поспешая к невесте, тот заезжает в Париж, чтобы сделать свадебные закупки. Молодой французский король (отец его давно в могиле) узнает от матери о прежнем уговоре и решает ехать в Испанию инкогнито, под именем Жана Парижанина, богатого буржуа (король опасается встретить отказ и не уверен, понравится ли ему принцесса). При совместном путешествии англичанин не устает поражаться роскоши, окружающей Жана, деликатесам, присланным с его стола, восхитительным в сравнении с жесткой курятиной, которой довольствуется он сам. Наконец они в Испании. Теперь очередь дивиться испанскому королю: въезд Жана собрал в качестве зрителей весь двор и весь город, неисчислимо количество людей в его свите, количество повозок с бельем, посудой, драгоценностями. Церемониал вступления в город занимает чуть ли не целый день, и четверть города требуется, чтобы разместить всех людей Жана. Испанец и англичанин просто раздавлены всей этой пышностью и блеском. Жан теперь может раскрыть инкогнито, не опасаясь отказа, тем более что принцесса ему весьма приглянулась.